# Therese Danner

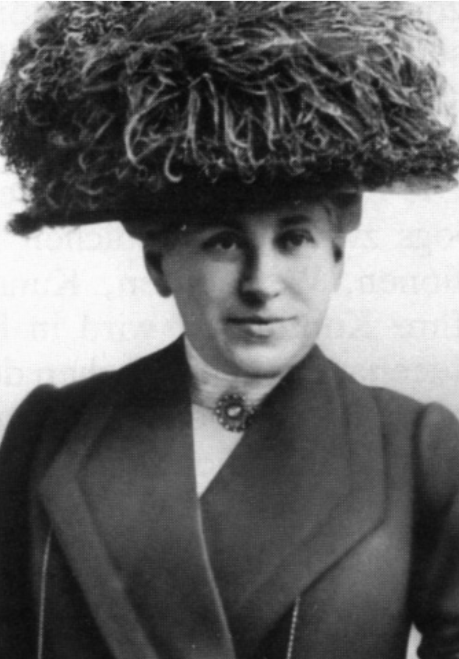
Therese Danner

Therese Danner, geb. Therese Brunner (* 18. August 1861 in Oberndorf bei Pilsting; † 11. Juni 1934 in München), war eine deutsche Kunstmäzenin und Gründerin der Danner-Stiftung.

## Leben
Therese Danner wurde in Oberndorf auf der Gemarkung von Pilsting bei Straubing als Tochter eines Brauereibesitzers geboren. 1884 heiratete sie den vermögenden Münchener Unternehmer Benno Danner (1857–1917).
Nach dem Tod ihres Mannes dachte die kinderlose Witwe zunächst daran, das ererbte Vermögen in Fortführung des gemeinnützigen Engagements zu verwenden. Vorwiegend auf Anregung Karl Rothmüllers (1860–1930), seines Zeichens Königlich Bayerischer Hofgoldschmied und Hauptvertreter der damals blühenden Münchner Schmuckkunst, gründete sie zum Gedenken ihres Mannes am 9. Juni 1920 die Benno und Therese Danner'sche Kunstgewerbestiftung, die zunehmende Bedeutung im Kunsthandwerk gewann und heute vorwiegend als Danner-Stiftung bekannt ist. Das ursprüngliche Kapital der Stiftung umfasste die Summe von 1,7 Millionen Mark in Form von Wertpapieren, Hypotheken (Rechte an fremden Immobilien) und Grundstücken. In den ersten Jahren der Stiftung beteiligte sich Therese Danner noch aktiv am Stiftungsgeschehen.

## Ehrung

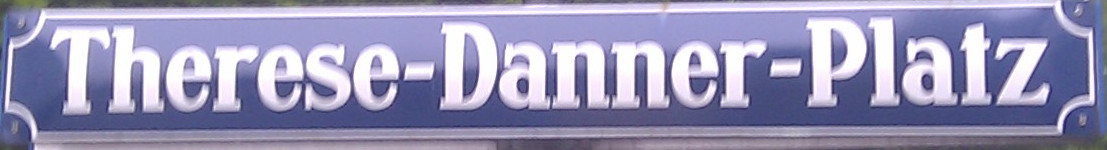
Therese-Danner-Platz in Neuhausen

Seit 1997 ist sie auch Namensgeberin des damals neu angelegten Therese-Danner-Platzes im Bereich des Danner-Forums.

## Sonstiges
Therese Danner wurde auf dem Münchener Waldfriedhof im Grab ihres Mannes beigesetzt.